# Leo Horn

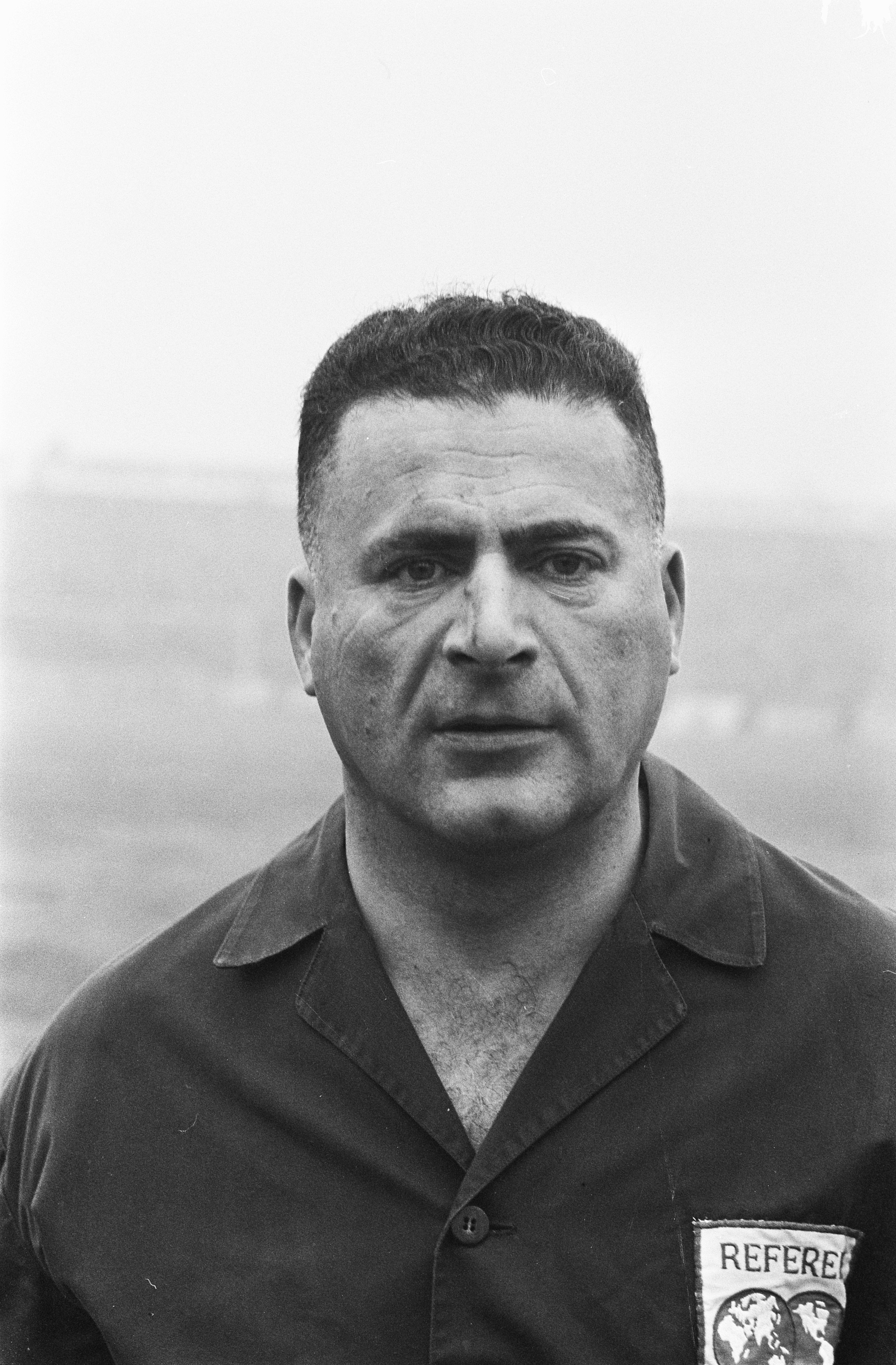
Leo Horn (1964)

Leopold Sylvain Horn (* 29. August 1916 in Sittard; † 16. September 1995) war ein niederländischer Fußballschiedsrichter.

## Sportlicher Werdegang
Horn, der hauptberuflich als Verkäufer in einem Textilgeschäft tätig war, war ab den 1930er Jahren als Schiedsrichter tätig. Während der Deutschen Besetzung der Niederlande während des Zweiten Weltkriegs durfte er als Jude keine Spiele leiten. Zusammen mit seinem Bruder Edgar gehörte er dem niederländischen Widerstand an, sein Bruder wurde in einem Konzentrationslager ermordet.
Nach dem Zweiten Weltkrieg avancierte Horn zu einem der führenden Schiedsrichter der Niederlande und auf europäischer Ebene. Ab 1951 leitete er Länderspiele, darunter am 25. November 1953 mit dem 6:3-Erfolg der ungarischen Nationalelf im Wembley-Stadion die historisch erste Heimniederlage Englands und damit eines der bedeutendsten Spiele der Goldenen Elf. Bei der Weltmeisterschaft 1962 war er Endrundenschiedsrichter, darunter in der K.O.-Phase beim Viertelfinalspiel zwischen Gastgeber Chile und der Sowjetunion. Zudem leitete er mehrfach Partien im Rahmen der British Home Championships, 1964 wurde er als Spielleiter bei der Taça das Nações eingesetzt. Bis zu seinem Karriereende ein Jahr später hatte er 41 offizielle Nationalmannschaftsspiele  geleitet.
Auch auf Vereinsebene wurde Horn mit bedeutenden Spielen betraut. Auf nationaler Ebene pfiff er in den Wettbewerben um den KNVB-Pokal 1960/61 zwischen Ajax Amsterdam und NAC Breda, den KNVB-Pokal 1962/63 zwischen ADO Den Haag und Willem II Tilburg sowie den KNVB-Pokal 1965/66 zwischen Sparta Rotterdam und ADO Den Haag jeweils das Finalspiel. Auf europäischer Ebene wurde ihm zweimal die Ehre zuteil, das Finalsiel um den Europapokal der Landesmeister zu leiten. Im Europapokal der Landesmeister 1956/57 stand er mit dem Titelverteidiger Real Madrid und AC Florenz auf dem Spielfeld, im Europapokal der Landesmeister 1961/62 mit Titelverteidiger Benfica Lissabon und Real Madrid. Im selben Jahr leitete er nicht nur das bedeutendste europäische, sondern auch südamerikanische Spiel des Vereinsfußballs: In der Copa Campeones de América 1962 hatten sich die Finalgegner Peñarol Montevideo aus Uruguay und der brasilianische Vertreter FC Santos in Hin- und Rückspiel aggregiert unentschieden getrennt, das im El Monummental auf neutralem argentinischen Boden ausgetragene Entscheidungsspiel gewann unter Leitung Horns durch zwei Treffer Pelés und ein Eigentor Omar Caetano der Klubs aus Brasilien mit 3:0. Zwei Jahre später leitete er im Wettbewerb um die Copa Campeones de América 1964 das Finalhinspiel zwischen Nacional Montevideo und CA Independiente. Im griechischen Landespokal wurde er zudem als Gastfinalschiedsrichter eingesetzt, im Wettbewerb 1956/57 holte Olympiakos Piräus mit einem 2:0-Erfolg gege Iraklis Thessaloniki dabei den Titel.